# برای مردم
برای مردم (انگلیسی: For the People) یک مجموعه تلویزیونی آمریکایی در ژانر درام حقوقی است که از ۱۳ مارس ۲۰۱۸ تا ۱۶ مه ۲۰۱۹ از شبکهٔ ای‌بی‌سی پخش شد. در ۱۱ مه ۲۰۱۸، ای‌بی‌سی این مجموعه را برای فصل دوم تمدید کرد که در ۷ مارس ۲۰۱۹ به نمایش درآمد. سرانجام در ۹ مه ۲۰۱۹، ای‌بی‌سی پس از دو فصل، این مجموعه را لغو کرد.

## داستان
برای مردم در دادگاه فدرال ناحیه جنوبی نیویورک که با عنوان «دادگاه مادر» نیز شناخته می‌شود، جریان دارد. این مجموعه زندگی وکلای تازه‌کار – هم دادستان‌ها و هم وکیل‌های تسخیری فدرال – را دنبال می‌کند، در حالی که آن‌ها با پرمخاطب‌ترین و پرخطرترین پرونده‌ها سر و کار دارند و زندگی شخصی‌شان با کارشان تداخل پیدا می‌کند.

## بازیگران
- هوپ دیویس در نقش جیل کارلن
- بن شنکمن در نقش راجر گان
- جاسمین ساوی براون در نقش آلیسون آدامز
- سوزانا فلود در نقش کیت لیتل‌جان
- وسام کیش در نقش جی سیمنز
- رگی-ژان پیج در نقش لنارد ناکس
- بن راپاپورت در نقش سث اولیور
- بریت رابرتسون در نقش ساندرا بل
- انا دیویر اسمیت در نقش تینا کریسمن
- واندی کرتیس-هال در نقش قاضی نیکولاس برن
- چارلز مایکل دیویس در نقش تد (فصل ۲)[۵]

## تولید
بریتنی اولدفورد و لیندون اسمیت در قسمت آزمایشی به‌ترتیب در نقش‌های ساندرا بلک و آلیسون اندرسون انتخاب شدند. اما هر دو نقش بعداً به بازیگران جدیدی واگذار شد و به‌جای آن‌ها بریت رابرتسون در نقش ساندرا (که نامش به ساندرا بل تغییر یافت) و جاسمین ساوی براون در نقش آلیسون (که نامش به آلیسون آدامز تغییر یافت) ایفای نقش کردند.
پس از فیلم‌برداری مجدد قسمت آزمایشی و فیلم‌برداری قسمت دوم با بازیگران جدید، تولید مجموعه در سپتامبر ۲۰۱۷ به‌طور موقت متوقف شد تا فیلم‌نامه‌های باقی‌مانده بازنویسی شوند و با سبک بازیگران جدید رابرتسون و براون هماهنگ شود.
فیلم‌برداری فصل دوم در ۲۳ سپتامبر ۲۰۱۸ آغاز شد.

## قسمت‌ها
| فصل | قسمت‌ها | قسمت‌ها | تاریخ اصلی روی آنتن رفتن | تاریخ اصلی روی آنتن رفتن | تاریخ اصلی روی آنتن رفتن |
| فصل | قسمت‌ها | قسمت‌ها | اولین بار                | آخرین بار                | شبکه                     |
| --- | ------ | ------ | ------------------------ | ------------------------ | ------------------------ |
| ۱   | ۱۰     | ۱۰     | ۱۳ مارس ۲۰۱۸             | ۲۲ مه ۲۰۱۸               | ای‌بی‌سی                   |
| ۲   | ۱۰     | ۱۰     | ۷ مارس ۲۰۱۹              | ۱۶ مه ۲۰۱۹               | ای‌بی‌سی                   |

## بازخورد

### بازخورد منتقدان
در وبگاه جمع‌آوری نقد راتن تومیتوز، ۶۹٪ از ۱۶ بررسی منتقدان مثبت است. اجماع منتقدان این وبگاه چنین بیان شده است: «ممکن است مفهوم برای مردم برای بسیاری آشنا باشد، اما عمق شخصیت‌ها و گفت‌وگوهای هوشمندانه آن را متمایز می‌کند». این مجموعه در متاکریتیک که از میانگین وزنی استفاده می‌کند، بر اساس نظر ۹ منتقد، امتیاز ۶۰ از ۱۰۰ را کسب کرده که نشان‌دهندهٔ «مختلط یا متوسط» است.